# Anlassen

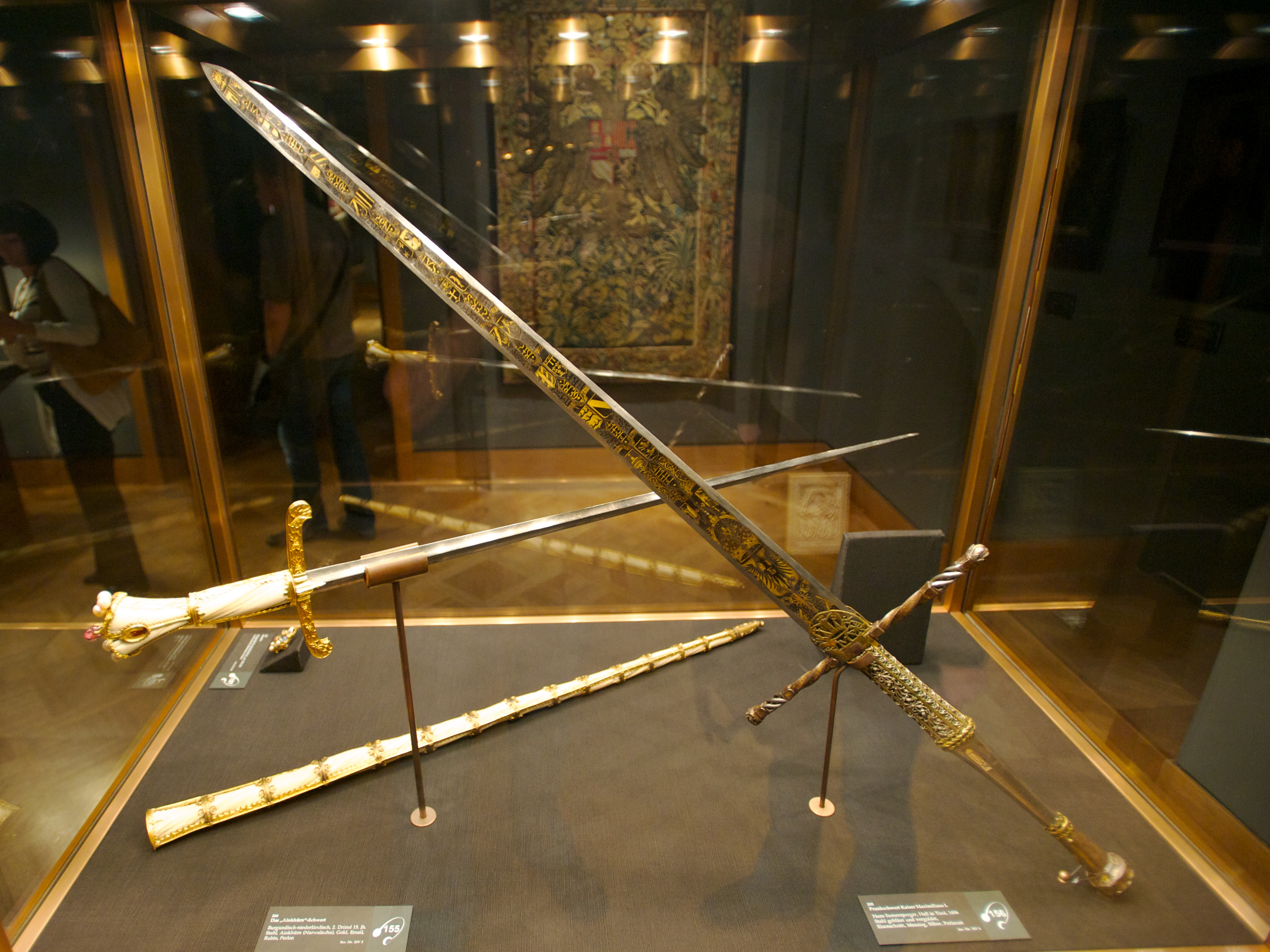
Hans Sumersperger 1496 : Prunkschwert Kaiser Maximilians in der Schatzkammer Wien, gebläut und vergoldet, Eisenschnitt

Das Anlassen oder Bläuen ist eine Wärmebehandlung, in der ein Werkstoff gezielt erwärmt wird, um seine Eigenschaften zu beeinflussen, insbesondere um Spannungen abzubauen, aber auch zu rein dekorativen Zwecken. Großtechnisch wird das Anlassen bei der Verarbeitung von Stählen, Aluminium- und anderen Nichteisenmetallen sowie Legierungen und auch in der Glasherstellung eingesetzt.

## Verfahren in der Stahlverarbeitung
Nach dem Härten oder dem Schweißen von Stahl kann das Werkstück durch Erwärmen auf Temperaturen unterhalb des Umwandlungspunktes A1 (723 °C) angelassen werden. Dabei werden innere Spannungen abgebaut. Anlassen ist ein Verfahren der Wärmebehandlung.
Gewöhnlich wird Anlassen nach dem Härten angewendet. Gehärteter Stahl wird umso weicher, je höher man ihn anlässt. Dabei verringert sich die Härte und die Zähigkeit steigt. Durch Oxidation der Oberfläche bilden sich Anlassfarben, die zur Beurteilung der Anlasstemperatur und Verwendungszwecke des Stahls herangezogen werden können (gelb für Werkzeuge zur Bearbeitung von Eisen, purpurrot zur Bearbeitung von Messing, blau für Holzwerkzeuge). Die zwei wichtigsten Parameter des Anlassens sind die Anlasstemperatur und die Anlassdauer. Das Aufheizen und Abkühlen beeinflusst auch den Anlasseffekt. In der Praxis bewegen sich die häufigsten Anlasstemperaturen zwischen 200 °C und 550 °C; die Anlassdauer kann zwischen Minuten und Stunden liegen. Dabei sind die Anlasstemperaturen und Anlassdauern austauschbar. Ein Anlassen mit kurzer Dauer und hoher Temperatur hat die gleiche Wirkung wie ein lang andauerndes Anlassen mit entsprechend niedriger Temperatur. Diese Austauschbarkeit wird durch den Hollomon-Jaffe-Parameter beschrieben. Formal entspricht er dem Larson-Miller-Parameter, der auch Kriecheffekte beschreibt. Es besteht die Möglichkeit der Restwärmenutzung zum Anlassen (Restwärmenutzung der nach dem Abschrecken aus der Härtetemperatur noch vorhandenen gewollten Werkstückkernresttemperatur) oder der völligen Neuerwärmung auf Anlasstemperatur. Das Anlassen erfolgt in speziellen Anlassöfen, die durch eine Luftumwälzung eine schnelle Durchwärmung der Werkstücke bewirken und die über eine Absaugung für entstehende Öldämpfe verfügen. Das Anlassen kann auch in einem Salzbad (Salpeter- oder Nitriersalzbad) oder in einem leicht beheizten Härteofen erfolgen.

## Anlassstufen beim Stahl
| Farbe          | Temperatur |
| -------------- | ---------- |
| Weißgelb       | 200 °C     |
| Strohgelb      | 220 °C     |
| Goldgelb       | 230 °C     |
| Gelbbraun      | 240 °C     |
| Braunrot       | 250 °C     |
| Rot            | 260 °C     |
| Purpurrot      | 270 °C     |
| Violett        | 280 °C     |
| Dunkelblau     | 290 °C     |
| Kornblumenblau | 300 °C     |
| Hellblau       | 320 °C     |
| Blaugrau       | 340 °C     |
| Grau           | 360 °C     |

Bei der Stahlverarbeitung sind im Allgemeinen vier Anlassstufen von Bedeutung:
1. Temperaturen unter 80 °C
Segregation von Kohlenstoffatomen (chem. Symbol C) an Gitterfehlern, Kohlenstoffclusterbildung, d. h. Vorstufe von Ausscheidungen von C-Atomen[3]
2. Von 80 °C bis 200 °C (1. Anlassstufe)
Stähle über 0,2 % Kohlenstoffanteil: Martensit geht über in α + ε-Carbide. α wird auch als kubischer Martensit bezeichnet. ε-Carbide (FexC) enthalten weniger Eisen (Fe) als herkömmlich Carbide (bei 120 °C x = 2,4)[4]
Stähle unter 0,2 % Kohlenstoffanteil: Keine Bildung von ε-Carbiden, da die Kohlenstoffatome in der Nähe von Versetzungen energiegünstiger unterkommen. Der Martensit ist nicht oder nur minimal tetragonal verzerrt, d. h., es tritt keine Veränderung der kristallinen Struktur auf.
3. Von 200 °C bis 320 °C (2. Anlassstufe) (bei niedrig legierten Stählen zwischen 200 °C und 375 °C)
Der vorhandene Restaustenit zerfällt. Es bilden sich Carbide und Ferritbereiche α', die sich hinsichtlich ihrer Konzentration noch von den Gleichgewichtsphasen Fe3C und α unterscheiden. Legierungszusätze wie z. B. Chrom können den Zerfall zu höheren Temperaturen verschieben[4].
4. Von 320 °C bis 520 °C (3. Anlassstufe)
Es stellt sich das Gleichgewichtsgefüge aus Zementit und Ferrit ein, verbunden mit einer relativ starken Verringerung der Härte[4].
5. Temperaturen über 500 °C
Zunehmende Einformung und Koagulation der Zementitteilchen
6. Temperaturen über 450 °C bis 550 °C (4. Anlassstufe) (Sondercarbidbildner und/oder Mischcarbide)
Bei Legierungen, die Vanadium, Molybdän, Chrom und Wolfram enthalten, kommt es bei diesen Temperaturen zur Ausscheidung von Sondercarbiden, d. h. Carbiden von Legierungselementen. Wenn diese fein genug verteilt sind und bestimmten Zusammensetzungen entsprechen, können sie zu Härtesteigerungen führen, die sogar die Martensithärte übertreffen (Sekundärhärtemaximum). Solche Legierungen werden allgemein als Warmarbeitsstähle bezeichnet.

## Anlassversprödung
Im Zusammenhang mit dem Anlassen werden zwei Versprödungserscheinungen beobachtet:
1. „300-°C-Versprödung“ oder „Blausprödigkeit“ (200 °C < T < 400 °C)
Vermutung: Ausscheidung von Kohlenstoff und Stickstoff auf den Korngrenzen, Alterungserscheinung bei Stählen mit höherem C-Gehalt;
Folge: verringerte Kaltverformbarkeit und Zähigkeit;
Vermeidung: Temperaturbereich meiden oder mit Silicium legieren.
2. „500-°C-Versprödung“ oder Anlassversprödung (448,5 °C < T < 530 °C)
Ursache: Anreicherung der Austenitkorngrenze mit Spurenelementen oder Carbiden; besonders bei Mangan-, Chrom-Mangan- und Chrom-Nickel-Stählen;
Folge: verringerte Zähigkeit: Kerbschlagarbeit wird verringert und Übergangstemperatur im Kerbschlagbiegeversuch steigt an;
Vermeidung: Wenn dieser Temperaturbereich der Anlasstemperatur nicht gemieden werden kann, Zulegieren von Molybdän (bereits deutliche Besserung bei 0,05–0,1 %, Effekt bei 0,2–0,3 % kaum noch vorhanden) oder Wolfram.

## Nicht stahlbezogene Verfahren
Bei der Weiterverarbeitung von Walzbarren und Pressbolzen aus Aluminium und seinen Legierungen sowie aus anderen industriell wichtigen Nichteisenmetallen ist das Anlassen auf die optimale Temperatur für Walz-, Zieh- und Pressvorgänge, wie auch zum Gesenkschmieden eine ausgearbeitete Technik, die auch Um- und Rekristallisation des zu bearbeitenden Materials einschließt.
In der Herstellung von Glaswaren wird das Anlassen verwendet, um durch den Abkühl- oder Umformprozess von Glas im Material vorhandene Spannungen abzubauen. Die Glasware wird dabei soweit erwärmt, dass sie noch nicht wieder weich wird, aber die inneren Spannungen sich ausgleichen können. Dann wird die Temperatur langsam gesenkt und das Glas langsam bis unter einen kritischen Punkt abgekühlt. Daraufhin kann es schnell weiter abgekühlt werden. Geschieht diese Behandlung nicht, bricht das Glas verhältnismäßig schnell oder zerspringt spontan bei Temperaturschocks.